# Lipina (Bartoszyce)
Lipina (deutsch Ernsthof) ist ein Ort in der polnischen Woiwodschaft Ermland-Masuren. Er gehört zur Gmina Bartoszyce (Landgemeinde Bartenstein) im Powiat Bartoszycki (Kreis Bartenstein).

## Geographische Lage
Lipina liegt in der nördlichen Mitte der Woiwodschaft Ermland-Masuren, 30 Kilometer südwestlich der früheren und heute auf russischem Staatsgebiet gelegenen Kreisstadt Friedland (russisch Prawdinsk) bzw. fünf Kilometer südwestlich der heutigen Kreismetropole Bartoszyce (deutsch Bartenstein).

## Geschichte
Der einstige Ort Ernsthof bestand aus einem großen Gutshof und war bis 1945 ein Wohnplatz im Gutsbezirk Hermenhagen (polnisch Osieka) im ostpreußischen Kreis Friedland (1927 bis 1945 „Kreis Bartenstein“). Das Gutshaus wurde 1829 in spätklassizistischem Stil erbaut. Um 1830 war Freiherr Ernst von Printz Besitzer des Guts, gefolgt 1904 von Bruno Wegel und dessen Familie bis 1945. 37 Einwohner zählte Ernsthof im Jahre 1905. Als 1928 der Gutsbezirk Hermenhagen in die gleichnamige Landgemeinde umgebildet wurde, wechselte auch Ernsthof den Wohnplatz nach dort.
Anfang 1945 umfasste das Gut Ernsthof 248 Hektar, davon etwa 45 Hektar Wald. Es wurden ca. 100 Rinder, davon 40 bis 50 Milchkühe und etwa 30 Pferde betreut, außerdem prägte eine umfangreiche Schweinezucht den Betrieb. Zur Gutsanlage gehörten drei Insthäuser, vier große Ställe und zwei Scheunen. Zudem verfügte sie über eine eigene Licht- und Kraftanlage sowie Teiche und einen Torfbruch.

## Religion
Christentum
Bis 1945 war Ernsthof in die evangelische Stadtkirche Bartenstein in der Kirchenprovinz Ostpreußen der Kirche der Altpreußischen Union, außerdem in die römisch-katholische Pfarrei St. Bruno in Bartenstein im damaligen Bistum Ermland eingepfarrt.
Der kirchliche Bezug zur Kreisstadt besteht auch heute für Lipina: zur katholischen  Pfarrei in Bartoszyce, jetzt dem Erzbistum Ermland zugeordnet, und zur evangelischen Kirchengemeinde, die jetzt eine Filialgemeinde der Johanneskirche in Kętrzyn (Rastenburg) in der Diözese Masuren der Evangelisch-Augsburgischen Kirche in Polen ist.

## Verkehr
Lipina liegt an einer Nebenstraße, die bei Osieka (Hermenhagen) von der polnischen Landesstraße 51 (hier im Abschnitt der früheren deutschen Reichsstraße 142) abzweigt und nach Perkujki (Perkuiken) entlang  der Łyna (Alle) über Połęcze (Polenzhof) nach Bartoszyce führt. Eine Anbindung an den Bahnverkehr besteht nicht.